# Бургундський канал

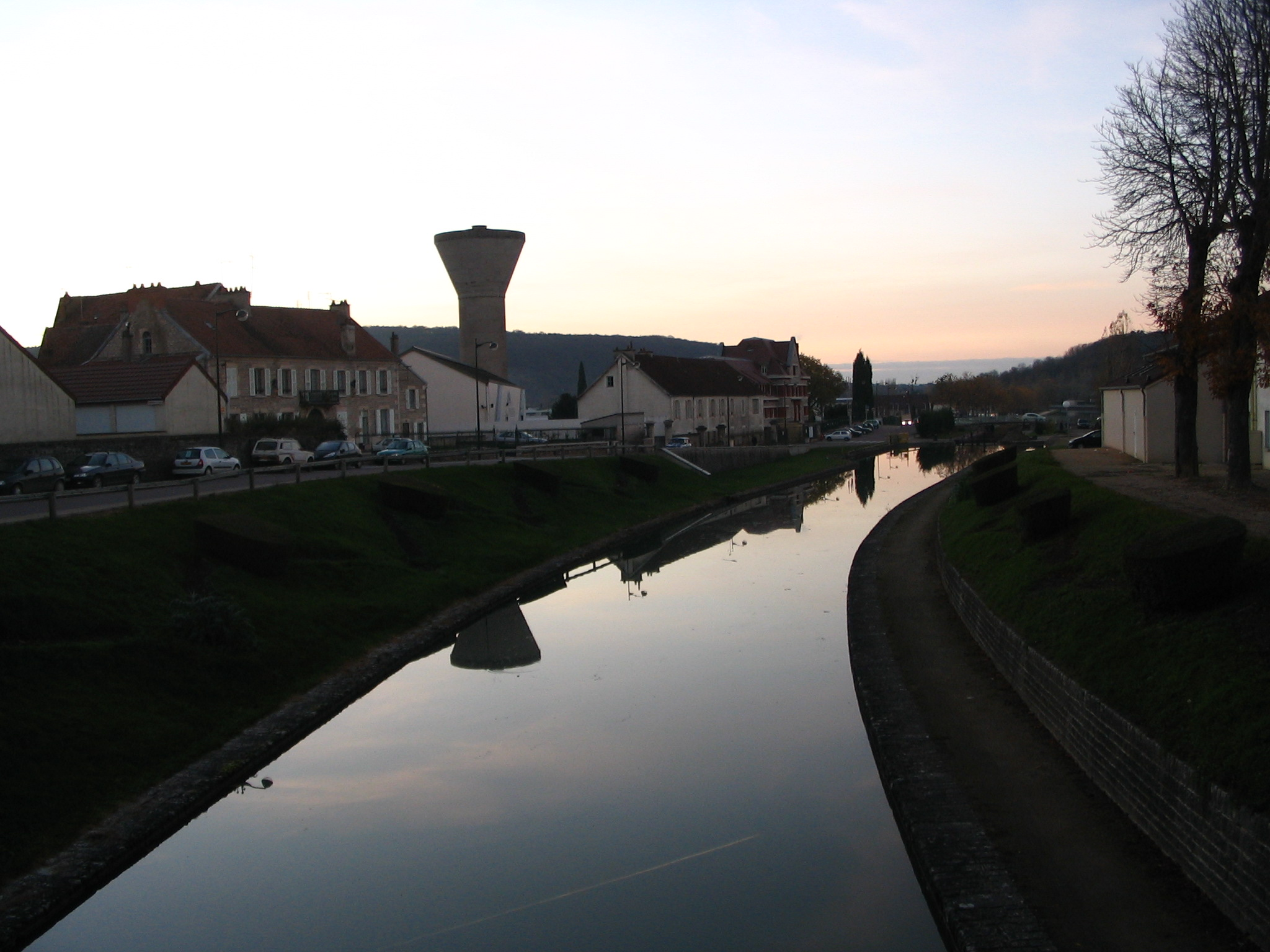
Бургундський канал в Монбарі

47°16′04″ пн. ш. 4°32′36″ сх. д. / 47.267777777778° пн. ш. 4.5433333333333° сх. д.
Бургундський канал (фр. Canal de Bourgogne) — канал у Бургундії.
Канал проходить територією департаментів Йонна та Кот-д'Ор і з'єднує Атлантичний океан через Сену і Йонну в Міженні і Середземне море через Рону та Сону в Сен-Жан-де-Лоні. Будівництво каналу продовжувалось з 1775 по 1832 рік, перериваючись, інколи, на тривалий час.
Довжина каналу — 242 км, на ньому збудовано 189 шлюзів, середня глибина — 1,8 м. Частина каналу, завдовжки 3333 м проходить в тунелі. Найвища точка — 378 м в Пуї-ан-Осуа, найнижча — 79 м при злитті з Йонною. Найбільше місто на каналі — Діжон.

## Галерея

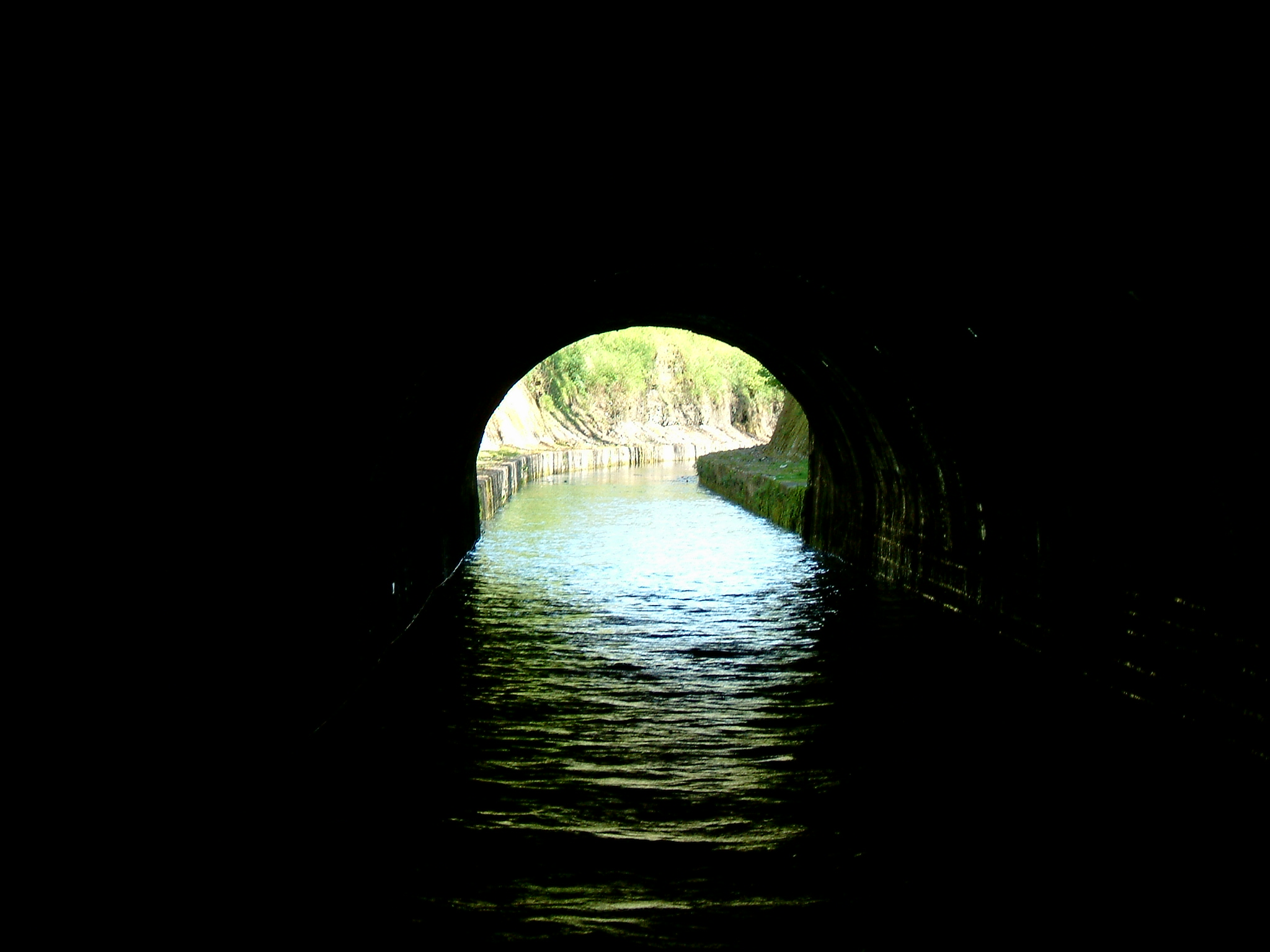
В тунелі Бургундського каналу
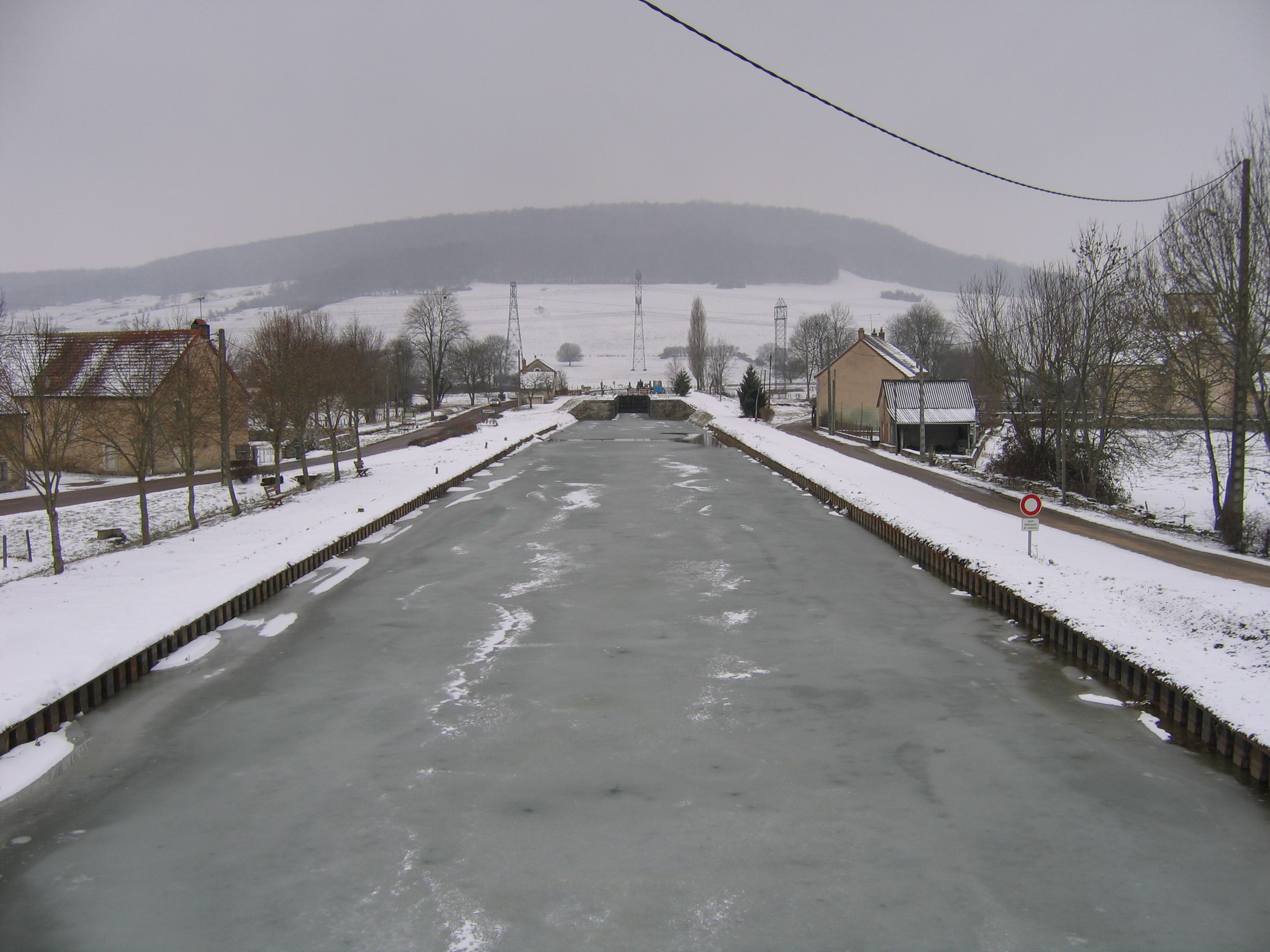
Бургундський канал взимку
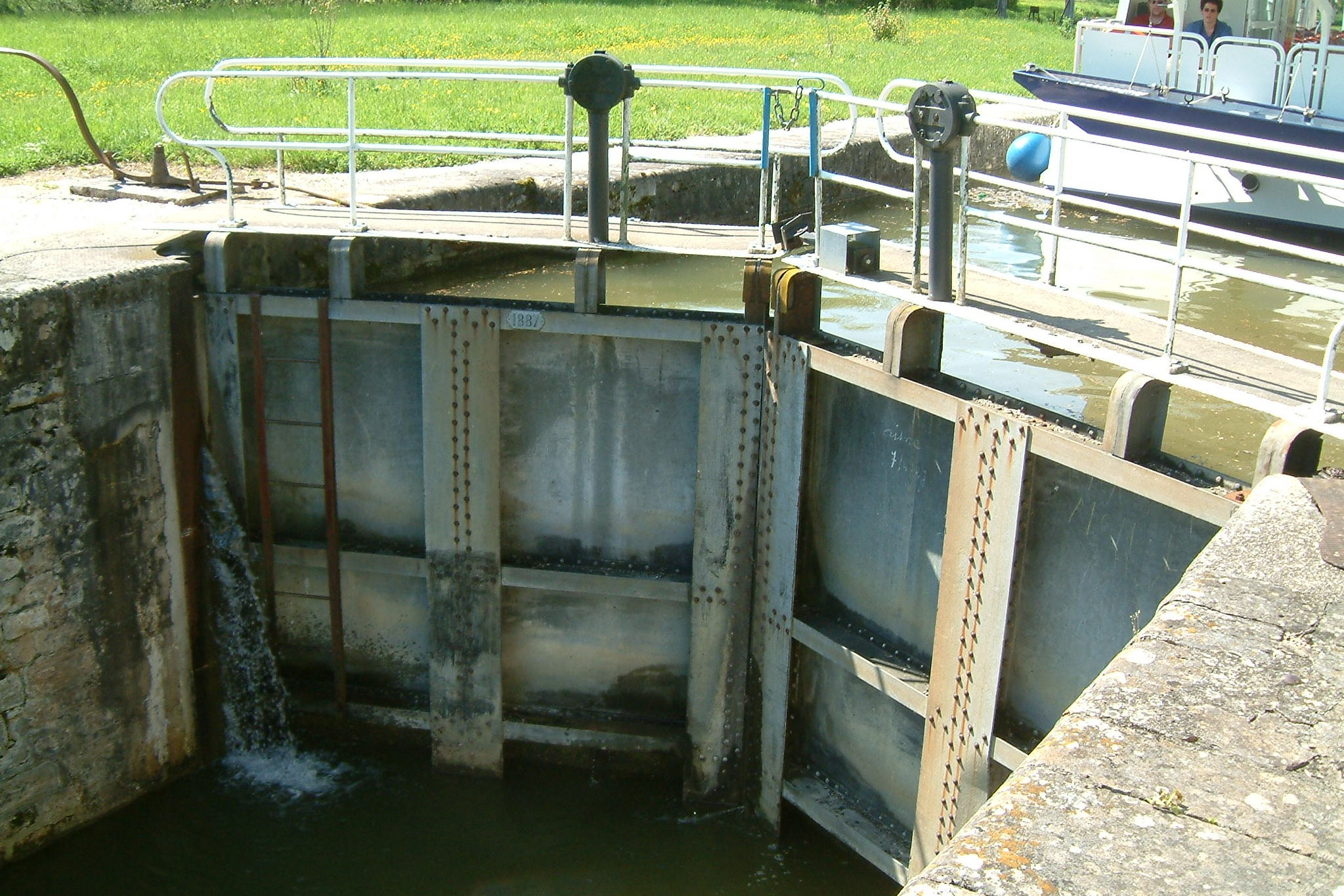
Шлюз на Бургундському каналі
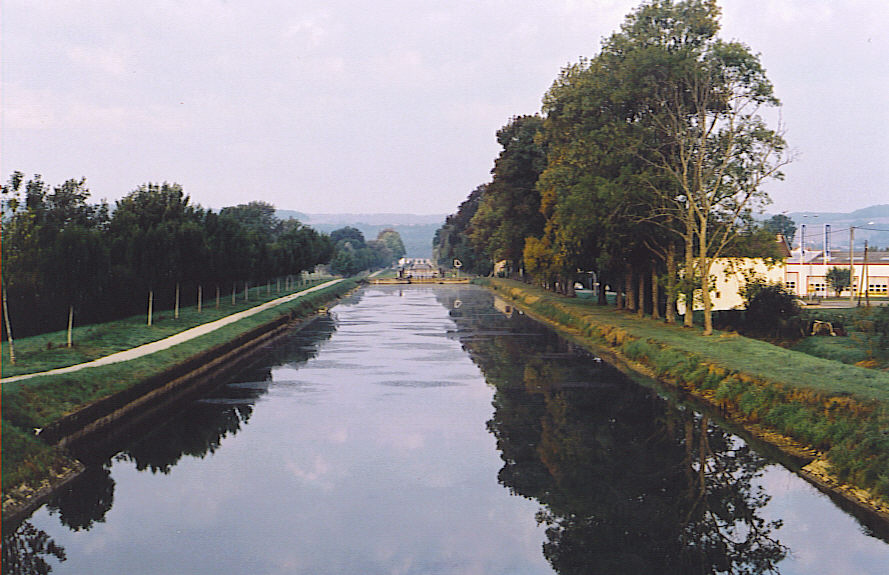
Канал в районі Пуї-ан-Осуа